# Ašur
Za druge pojme glej Ašur (razločitev).
Ašur (akadsko Aššur, asirsko Aššur, asirsko novoaramejsko Ātûr, hebrejsko אַשּׁוּר‎  [Aššûr], arabsko آشور‎ [Āshūr], kurdsko Asûr), znan tudi kot Qal'at Sherqat in Kalah Shergat, je mesto Novoasirskega cesarstva. Ostanki mesta so na desnem begu Tigrisa, severno od izliva pritoka Mali Zab v Iraku.
Mesto je bilo naseljeno od sredine 3. tisočletja pr. n. št. (okoli 2600–2500 pr. n. št.) do 14. stoletja, ko je Timurlenk pobil njegove prebivalce. Arheološko najdišče Ašur je od leta 2003 na Seznamu  ogrožene svetovne kulturne dediščine, delno zaradi vojne v Iraku, delno zaradi načrtovanega jezu na Tigrisu, ki bi povzročil delno poplavitev mesta.

## Zgodovina raziskav
Raziskave Ašurja so začeli nemški arheologi leta 1898. Izkopavanja je leta 1900 začel  nemški asiriolog Friedrich Delitzsch. Od leta 1903 do 1913 so jih nadaljevala ekipe Nemške orientalske družbe pod vodstvom nemških arheologov, najprej  Roberta Koldeweya in kasneje  Walterja Andraeja. Odkrile so  več kot 16.000 tablic s klinopisnimi besedili. Veliko najdenih predmetov je končalo v Pergamonskem muzeju v Berlinu.
Leta 1990 je za Univerzo v Münchenu in Bavarsko ministrstvo za kulturo Ašur raziskoval B.Hrouda.  Malo pred tem (1988 in 1989) je v imenu Nemškega raziskovalnega sklada na najdišču delal tudi R. Dittmann.

## Zgodovina

### Zgodnja bronasta doba
Ašur je bil naseljen že sredi 3. tisočletja pr. n. št.. Njegovi začetki segajo torej v sumersko obdobje, saj je Asirsko kraljestvo nastalo šele v 23.–21. stoletju pr. n. št..  Najstarejše ostanke mesta so odkrili v temeljih Ištarinega templja in Stari palači. Kasneje so mestu vladali kralji Akadskega cesarstva. V obdobju Tretje urske dinastije je mesto upravljal sumerski guverner. 

### Stara in srednja Asirija
Do takrat, ko je novosumerska Tretje urska dinastija približno v 21. stoletju pr. n. št. propadla zaradi vdora Elamitov, so se lokalni akadski kralji, vključno z ašurskim, otresli sumerske nadoblasti. Asirski kralj Ušpija, ki je vladal okoli 21. stoletja pr. n. št., je zaslužen za gradnjo prvega templja boga Ašurja v svojem rojstnem mestu. Okoli leta 2000 pr. n. št. je Puzur Ašur I. ustanovil novo dinastijo. Zapisi pričajo, da so njegovi nasledniki Ilušuma, Erišum I. in Sargon v mestu zgradili templje bogov Ašurja,  Adada in boginje Ištar. Ašur se je hitro razvil v trgovsko središče, iz katerega so vodile trgovske poti v Malo Azijo. Tam so trgovci iz Ašurja zgradili svoje trgovske kolonije, imenovane karum. Trgovalo se je predvsem s kositrom in volno. V Ašurju so zgradili prva velika templja, posvečena mestnemu zavetniku Ašurju in bogu vremena Adadu. V tem času so se zgradile tudi prve mestne utrdbe.
Pod Šamši-Adadom I. (vladal 1813–1781 pr. n. št.) je Ašur postal prestolnica države, ki jo nekateri imenujejo Prvo asirsko cesarstvo. Njegovo ozemlje in vpliv  sta se razširila preko doline Tigrisa. V tem obdobju se je v mestu zgradila Velika cesarska palača, razširili templji in povečal mestni zigurat. Cesarstvo je razpadlo, ko je amoritski kralj Hamurabi po smrti Išme Dagana I. okoli 1756 pr. n. št.  vključil Ašur v svoje kratko živeče cesarstvo. Naslednji trije ašurski kralji so bili Hamurabijevi vazali. Okoli leta 1720 pr. n. št. je domorodni kralj Adasi pregnal Babilonce in Amorite iz Ašurja. O njegovih naslednikih je zelo malo znanega. Nekaj stoletij kasneje je med vladanjem domačega kralja Puzur Ašurja III. ponovno zaživelo gradbeništvo. Mesto se je ponovno utrdilo in v glavni obrambni sistem vključilo tudi južne mestne četrti. Sredi 15. stoletja pr. n. št. sta se v mestu zgradila templja boga meseca Sina (Nana) in boga sonca Šamaša. Sredi 15. stoletja pr. n. št. je mesto podjarmil mitanski kralj Šauštatar in zlata in srebrna vrata templjev kot vojni plen odpeljal v svojo prestolnico Vašukani.
Kralj Ašur Ubalit I. se je leta 1365 pr. n. št. otresel mitanske nadoblasti in zasedel vzhodni del Mitanskega cesarstva. Kasneje je osvojil tudi hetitsko, babilonsko, amoritsko in huritsko ozemlje. V naslednjih stoletjih so se v Ašurju obnovili stari templji in palače in mesto je bilo od leta 1365 do 1076 pr. n. št. ponovno prestolnica močnega cesarstva. Tukulti Ninurta I. (vladal 1244–1208 pr. n. št.) je začel graditi nov tempelj boginje Ištar. Med vladavino Tiglat Pileserja I. (1115–1075 pr. n. št.) se je zgradil tudi Anu-Adadov tempelj. V strednjeasirskam obdobju je obzidani del mesta je meril približno 1,2 km².

### Novoasirsko cesarstvo
V Novoasirskem cesarstvu (912–608 pr. n. št.) se je kraljeva rezidenca prenesla v druga asirska mesta. Ašurnasirpal II. (vladal 884–859 pr. n. št.) je imel prestolnico v Kalhuju (Kalah/Nimrud). Ašur je zaradi velikih svetišč, predvsem svetišča nacionalnega boga Ašurja, ostal versko središče cesarstva. Med vladanjem cesarja Senaheriba (705–682 pr. n. št.) se je zgradila Hiša Novega leta (akitu) in v mestu so potekala svečana praznovanja. Pod Staro palačo je bilo pokopanih več asirskih vladarjev. Med medijskim, babilonskim in perzijskim osvajanjem je bilo mesto leta 612 pr. n. št. oplenjeno in v veliki meri porušeno.

### Perzijsko cesarstvo
Nekaj stoletij kasneje so mesto ponovno osvojili Asirci. V partskem obdobju med letoma 100 pr. n. št. in 270 n. št. je bilo mesto pomembno upravno središče partske province Asirije (Ašuristan). Nekateri asiriologi domnevajo, da je bila provinca do neke mere avtonomna ali celo povsem neodvisna. Severno od starega mestnega jedra so se zgradile nove upravne zgradbe, južno od njega pa zasebne palače. Obnovljen je bil tempelj nacionalnega boga Ašurja, kar kaže, da so bili v mestu naseljeni domorodni Asirci. Večji del mesta je porušil sasanidski kralj Šapur I. (vladal 241–272 n. št.). Mesto je kljub temu ostalo naseljeno. Nekatera naselja v njegovi okolici so se ohranila do 14. stoletja n. št., ko je Timurlenk pobil domorodne asirske kristjane. Po tem pokolu ni od naselja ostala nobena arheološka ali numizmatična sled. 

## Ogroženost
Mesto je zaradi načrtovane gradnje velikega jezu na Tigrisu od leta 2003 na  Unescovem seznamu ogrožene svetovne kulturne dediščine. Umetno jezero bi poplavilo starodavno arheološko najdišče. Kmalu po napadu na Irak leta 2003 so projekt ustavili. 
Leta 2015 je ozemlje okoli starodavnega mesta zasedla vojska Islamske države Irak in Levant (ISIL). Njena vojska, ki je uničila več arheoloških najdišč, vključno s Hatro, Horsabadom in Nimrudom, bi lahko uničila tudi Ašur. Po nekaterih podatkih je leta 2015 z improviziranimi eksplozivnimi napravami že razstrelila ašursko citadelo.